# Batman protiv Drakule
Batman protiv Drakule (eng. The Batman vs. Dracula) je animirani film baziran na animiranoj seriji The Batman. Film je izašao 2005. godine i osobit je po prvom animiranom prikazivanju Batmanove ljubavi Vicki Vale i prvom filmskom sukobu Batmana i vampira grofa Drakule.

## Radnja
Joker i Pingvin bježe iz ludnice Arkham i ponovno kreću u zločinački pohod na Gotham City. Za to vrijeme Bruce Wayne očaran je novinarkom Vicki Vale koja ga intervjuira za vijesti TV Gotham. Bruce ima tvornicu u kojoj se istražuju i proizvode najsloženiji uređaji za prikupljanje sunčeve energije i njezino iskorištavanje za sve ljudske potrebe. Koliko je danju borac za svjetlo, toliko je noću biće mraka: Bruce noću postaje Batman, čovjek-šišmiš, od kojega strepe gothamski zločinci. Pingvin odlazi na groblje kako bi otkrio u kojoj se grobnici krije blago. Kad otkrije grobnicu, kap krvi slučajno mu padne na kostur, a ta će kap krvi biti dovoljna da oživi vampira. Na prijemu u Bruceovoj vili pojavi se tajanstveni nepoznati čovjek koji u slast pojede tatarski biftek. On se predstavi kao doktor Alucard, a Wayne će po jednom detalju shvatiti tko je taj mračni tip i koliko je opasan...

## Uloge
- Rino Romano - Batman/Bruce Wayne
- Peter Stormare - Grof Drakula
- Tara Strong - Vicki Vale
- Tom Kenny - Pingvin
- Kevin Michael Richardson - Joker
- Alastair Duncan - Alfred Pennyworth